# Berendonck
De Berendonck is een recreatiegebied in de Nederlandse gemeente Wijchen.
Het gebied is ongeveer 160 hectare groot en ligt ten westen van Rijksweg 73 aan de grens met de gemeente Nijmegen. De hoofdingang ligt aan de Provinciale weg 324. Het gebied is in 1976 aangelegd en heeft een plas van 45 hectare en meerdere zandstrandjes en ligweides. Het noordelijke deel is bedoeld voor waterrecreatie en het zuidelijke deel heeft meer een natuurbestemming en sluit aan op natuurreservaat Wijchense Ven. In het gebied ligt ook de golfbaan Golf Club BurgGolf Wijchen. In 1979 werd een kinderdorp aangelegd dat in maart 2011 gesloten werd. Bij de plas is ook een onderwaterhuis voor de duikvereniging en een botenhuis van de Nijmeegse Reddingsbrigade. Voor echte waaghalzen is er zelfs een escaperoom onder water. Deze heeft als thema een oud onderzoekslaboratorium en is te vinden op de bodem van de plas. Wie hier naartoe moet gaan moet echter wel beschikken over een NOB 2-duikbrevet en een eigen duikuitrusting. Een deel is gereserveerd voor naaktrecreatie. Ook worden er evenementen gehouden zoals dancefestival Emporium. Het gebied staat onder beheer van Leisurelands.